# Marek Kochmański
Marek Kochmański (zm. 12 października 2020) – polski specjalista w zakresie chorób wewnętrznych i kardiologii, prof. dr hab. n. med.

## Życiorys
Obronił pracę doktorską, w 1989 habilitował się na podstawie pracy zatytułowanej Wpływ różnych metod leczenia świeżego zawału serca na wskaźniki lepkości krwi. 23 grudnia 2010 nadano mu tytuł profesora w zakresie nauk medycznych. Pracował w Centralnym Szpitalu Klinicznym MSWiA w Warszawie. Został zatrudniony na stanowisku profesora w Instytucie Pielęgniarstwa i Położnictwa na Wydziale Nauk o Zdrowiu Uniwersytetu Jana Kochanowskiego w Kielcach.
Był dyrektorem Instytutu Nauk Medycznych, oraz profesorem zwyczajnym w Uczelni Medycznej im. Marii Skłodowskiej-Curie w Warszawie.
19 października został pochowany na cmentarzu komunalnym Północnym w Warszawie.